# Glandel
Glandler är små, rundade körtlar på växter. De avsöndrar eller innehåller oljor, hartser eller liknande. Glandler kan finnas i alla vävnader och är särskilt vanliga i blad och epidermis. Glandler kan sitta inneslutna i annan vävnad eller ytligt, som glandelpunkter eller upphöjda på glandelhår.
Glandelhåren tillhör växthåren, trikomerna.

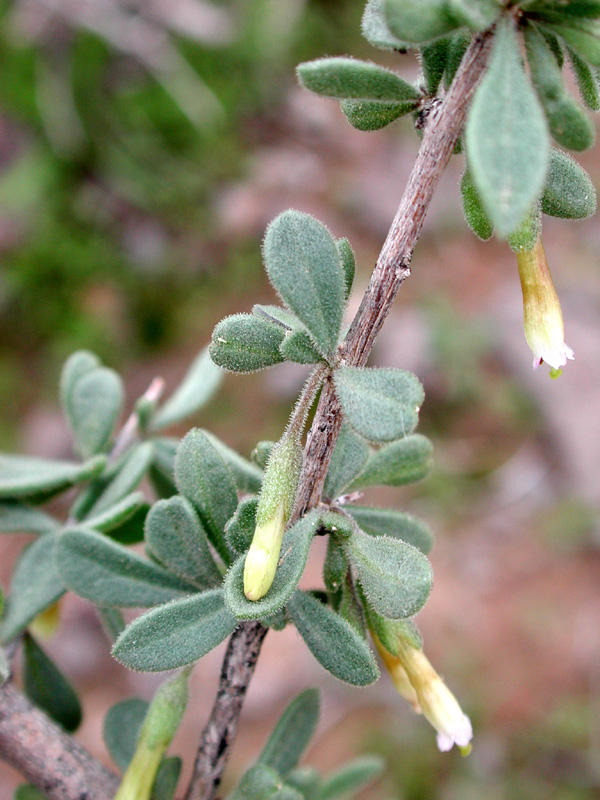
Glandelhår hos Lycium exsertum.
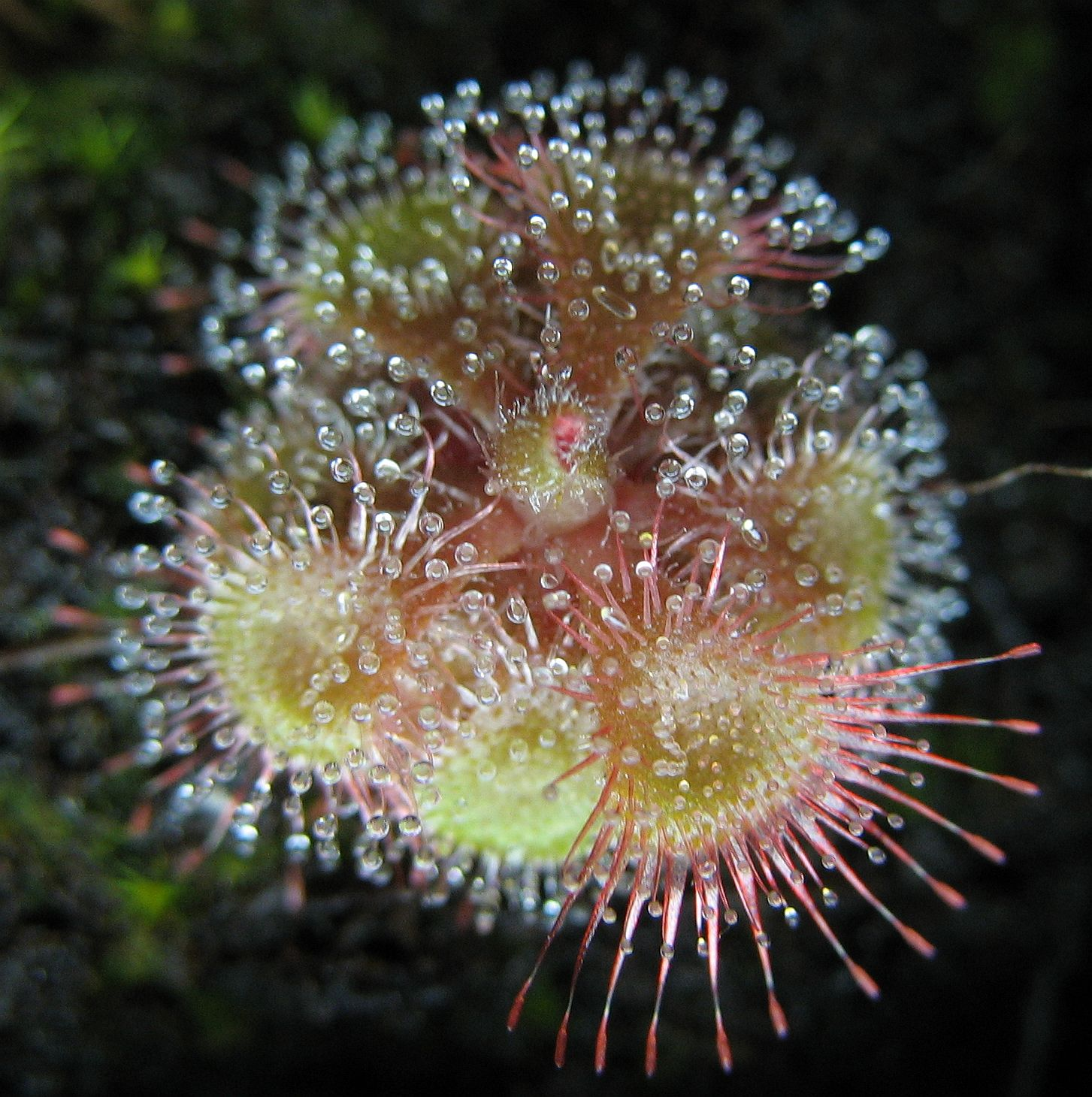
Glandelhår hos Drosera burmanni, en art av sileshårssläktet.
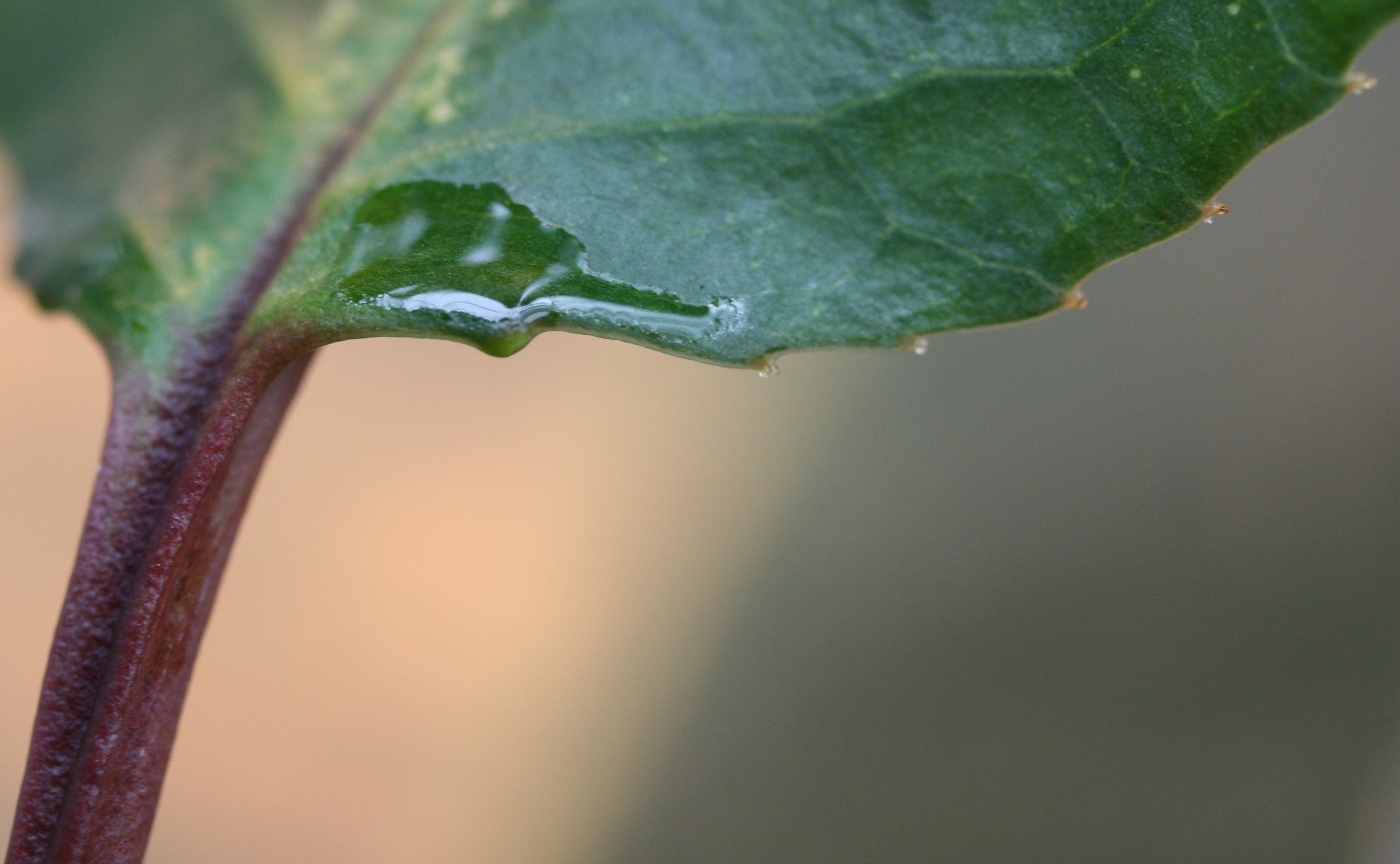
Glandelsågad bladkant hos Prunus africana.
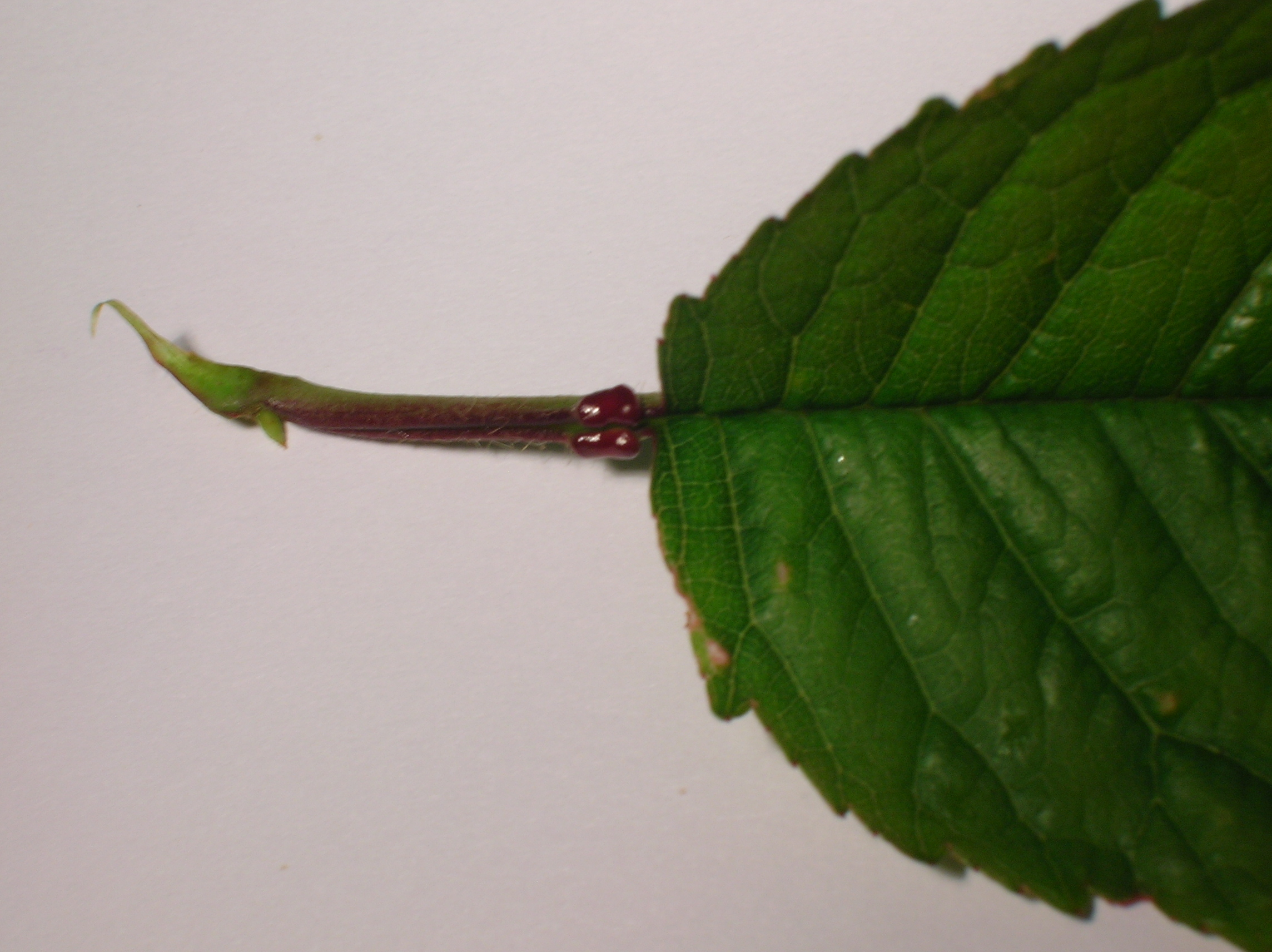
Glandler på bladskaftet hos sötkörsbär.